# Conseil départemental de l'Yonne
Le conseil départemental de l'Yonne est l'assemblée délibérante du département de l'Yonne. Il comprend 42 conseillers généraux issus des 21 cantons de l'Yonne.
Le conseil départemental de l'Yonne gère l’action sociale, l’éducation, l’aménagement du territoire, la culture, le tourisme et le sport, et l’environnement du département. Le siège du conseil départemental se situe à Auxerre.

## Les conseillers départementaux
|                                      |       |       |      |                      |
| Président du Conseil départemental   |       |       |      |                      |
| Grégory Dorte (DVD)                  |       |       |      |                      |
| Parti                                | Sigle | Sigle | Élus | Groupes              |
| Majorité (36 sièges)                 |       |       |      |                      |
| Divers droite                        |       | DVD   | 22   | Unis pour l'Yonne    |
| Les Républicains                     |       | LR    | 9    | Unis pour l'Yonne    |
| Horizons                             |       | HOR   | 2    | Unis pour l'Yonne    |
| Union des démocrates et indépendants |       | UDI   | 1    | Unis pour l'Yonne    |
| Mouvement démocrate                  |       | MoDem | 1    | Unis pour l'Yonne    |
| Renaissance                          |       | RE    | 1    | Unis pour l'Yonne    |
| Opposition (6 sièges)                |       |       |      |                      |
| Divers gauche                        |       | DVG   | 4    | Engagés pour l'Yonne |
| Parti socialiste                     |       | PS    | 1    | Engagés pour l'Yonne |
| Parti communiste français            |       | PCF   | 1    | Engagés pour l'Yonne |

## Le président
Le président du conseil départemental de l'Yonne est Grégory Dorte (DVD), à la tête d'une majorité de droite, depuis le 31 janvier 2025. Il succède à Patrick Gendraud, décédé le 1er janvier 2025, qui dirigeait l'assemblée départementale depuis juillet 2017.

### Liste des présidents successifs
- André-Thomas-Alexandre Marie-d'Avigneau (1790-1791)
- Louis-Michel Lepeletier de Saint-Fargeau (1791-1792)
- Jean-Batiste Laporte (1792- an II)
- Edme Legros (an VIII- an IX)
- François Meslier-Poussard (an X)
- Dominique-Nicolas Rozé (an XI)
- François Meslier-Poussard (an XII - 1817)
- Auguste-Michel-Félicité Le Tellier, marquis de Louvois de Souvré (1818-1818)
- François Meslier-Poussard (1819-1821)
- Joseph-Guy-Louis-Hercule-Dominique de Tulle de Villefranche (1822-1824)
- François Meslier-Poussard (1825-1825)
- Le marquis de Villefranche (1826-1828)
- César-Laurent, comte de Chastellux (1829-1829)
- Le marquis de Louvois (1831-1831)
- François Meslier (1832-1833)
- Le marquis de Louvois (1834-1842)
- Julien-Marin-Paul Vuitry (1843-1847)
- Horace-Laurent Bertrand (1848-1852)
- Marie Denis Larabit (1853-1864)
- Adolphe Vuitry (1865-1870)
- Charles Lepère (1871-1886)
- Jules Guichard (1886-1889)
- Jules Régnier (1889-1891)
- Gustave Coste (1891-1899)

| Période                            | Période                      | Identité                      | Étiquette                    | Étiquette                    | Canton                       |
| Président du conseil général       | Président du conseil général | Président du conseil général  | Président du conseil général | Président du conseil général | Président du conseil général |
| ---------------------------------- | ---------------------------- | ----------------------------- | ---------------------------- | ---------------------------- | ---------------------------- |
| 1900                               | 1909                         | Jules Folliot                 |                              | Rad.                         | Chablis                      |
| 1910                               | 1940                         | Jean-Baptiste Bienvenu-Martin |                              | PRRRS                        | Auxerre-Est                  |
| 1945                               | 1949                         | Maxime Courtis                |                              | SFIO                         | Sens-Sud                     |
| 1949                               | 1958                         | Jean Moreau                   |                              | PRL puis CNI                 | Auxerre-Sud-Ouest            |
| 1958                               | mars 1970                    | Paul Arrighi                  |                              | Rad.                         | Toucy                        |
| mars 1970                          | avril 1992                   | Jean Chamant                  |                              | RI puis RPR                  | Quarré-les-Tombes            |
| avril 1992                         | mars 2008                    | Henri de Raincourt            |                              | UDF (PR) puis DL puis UMP    | Chéroy                       |
| mars 2008                          | mars 2011                    | Jean-Marie Rolland            |                              | UMP                          | Vermenton                    |
| mars 2011                          | avril 2015                   | André Villiers                |                              | UMP puis UDI                 | Vézelay                      |
| Président du conseil départemental |                              |                               |                              |                              |                              |
| avril 2015                         | juillet 2017                 | André Villiers                |                              | UDI                          | Joux-la-Ville                |
| juillet 2017                       | janvier 2025                 | Patrick Gendraud              |                              | LR puis DVD                  | Chablis                      |
| janvier 2025                       | En cours                     | Grégory Dorte                 |                              | DVD                          | Pont-sur-Yonne               |

## Les vice-présidents

### Mandat 2025-2028
- 1re vice-présidente à l'insertion par l'emploi : Sonia Patouret (Avallon[4])
- 2e vice-président aux travaux, aux routes et à l'immobilier : Christophe Bonnefond (Auxerre-3[4])
- 3e vice-présidente aux finances : Marie-Laure Capitain (Saint-Florentin[4])
- 4e vice-président aux ressources humaines et aux partenariats avec les collectivités : Alexandre Bouchier (Thorigny-sur-Oreuse[4])
- 5e vice-présidente à l'attractivité, la promotion touristique et culturelle : Isabelle Froment-Meurice (Cœur de Puisaye[4])
- 6e vice-président à la santé : Gilles Pirman (Sens-1[4])
- 7e vice-présidente aux personnes âgées, à l'enfance et à la famille : Elisabeth Frassetto (Villeneuve-sur-Yonne[4])
- 8e vice-président au numérique et aux sports : Pascal Henriat (Auxerre-4[4])
- 9e vice-présidente aux personnes handicapées: Catherine Maudet (Brienon-sur-Armançon[4])
- 10e vice-président à l'éducation et à la jeunesse : Jean-Luc Givord (Sens-2[4])
- 11e vice-présidente à l'environnement, l'agriculture et l'alimentation : Colette Lerman (Joux-la-Ville[4])

### Mandat 2021-2025
- 1er vice-président, à l’éducation et à la jeunesse : Gregory Dorte (Pont-sur-Yonne[5])
- 2e vice-présidente aux finances : Marie-Laure Capitain (Saint-Florentin[5])
- 3e vice-président aux travaux, aux routes et à l'immobilier: Christophe Bonnefond (Auxerre-3[5])
- 4e vice-présidente à la promotion touristique et culturelle: Isabelle Froment-Meurice (Cœur de Puisaye[5])
- 5e vice-président aux ressources humaines: Alexandre Bouchier (Thorigny-sur-Oreuse[5])
- 6e vice-présidente aux personnes âgées, à l'enfance et à la famille: Elisabeth Frassetto (Villeneuve-sur-Yonne[5])
- 7e vice-président à l'attractivité, aux partenariats avec les collectivités et au sport: François Boucher (Migennes[5])
- 8e vice-présidente aux personnes handicapées: Catherine Maudet (Brienon-sur-Armançon[5])
- 9e vice-président à la santé: Gilles Pirman (Sens-1[5])
- 10e vice-présidente à l'insertion par l'emploi: Sonia Patouret (Avallon[5])
- 11e vice-président au Numérique: Pascal Henriat (Auxerre-4[5])
- 12e vice-présidente à l'environnement, l'agriculture et l'alimentation: Colette Lerman (Joux-la-Ville[5])

## Budget 2015
Le conseil général de l'Yonne a en 2015 un budget de 410,31 millions d'euros :
| Domaines                                     | Budget alloué (millions d'euros) | Pourcentage du budget total |
| -------------------------------------------- | -------------------------------- | --------------------------- |
| Action sociale                               | 230,77                           | 56,3 %                      |
| Aménagement du territoire et du cadre de vie | 62,03                            | 15,1 %                      |
| Éducation                                    | 29,26                            | 7,1 %                       |
| Environnement                                | 5,08                             | 1,2 %                       |
| Interventions économiques                    | 6,65                             | 1,6 %                       |
| Agriculture et aménagement rural             | 7,09                             | 1,7 %                       |
| Culture et sport                             | 10,21                            | 2,5 %                       |
| Moyens généraux                              | 47,41                            | 11,6 %                      |
| Sécurité                                     | 11,81                            | 2,9 %                       |

## Identité visuelle

Logo de l'Yonne (conseil général) de [Quand ?] à 2015
Logo de l'Yonne (conseil départemental) entre 2015 et 2022.
Logo de l'Yonne (conseil départemental) depuis 2022